# Державний реєстр фінансових установ
Державний реєстр фінансових установ — державна інформаційна система України, що обліковує небанківські фінансові установи, яким видано ліцензію на здійснення фінансової діяльності.

## Історія
Реєстр створено згідно з розпорядженням Держфінпослуг від 28 серпня 2003.
2013 року функції ведення реєстру було передано до Нацкомфінпослуг.
2020 року після ліквідації Нацкомфінпослуг ведення реєстру перейшло до Національного банку України.
15 січня 2024 року Національна комісія з цінних паперів та фондового ринку припинила ведення Державного реєстру фінансових установ. 

## Зміст
Реєстр містить інформацію стосовно таких організацій:
- Адміністратори недержавних пенсійних фондів
- Недержавні пенсійні фонди
- Кредитні спілки
- Довірчі товариства
- Страхові компанії
- Ломбарди
- Фінансові компанії.